# Weidenau
Weidenau é um bairro (Stadtteil) da cidade de Siegen, na Alemanha. É nele que se encontram os três principais campi da Universidade de Siegen: o campus Adolf-Reichwein, o campus Hölderlin e o campus Paul-Bonatz. Todos eles localizam-se no topo da montanha Haardter Berg. Até 2019, o campus Adolf-Reichwein deverá sofrer uma grande reforma. O destino dos outros dois campi, o Hölderlin e o Paul-Bonatz, era, até 2016, ainda incerto. Há duas possibilidades: ou sofrerão uma reforma, como o campus Adolf-Reichwein, ou serão fechados e terão os seus cursos transferidos para novos edifícios, ainda a serem construídos, no centro de Siegen.

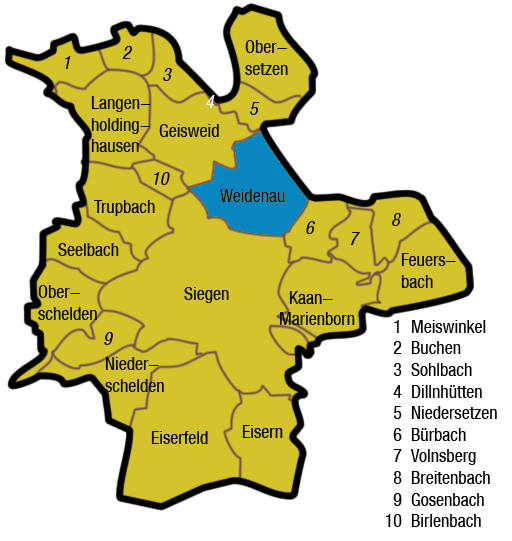
Os bairros da cidade de Siegen e a localização de Weidenau (em azul)

Weidenau localiza-se na parte norte de Siegen, no vale do rio Sieg e de seu afluente Ferndorf. Suas fronteiras são determinadas da seguinte forma: ao norte, pelos bairros de Niedersetzen e Geisweid; a oeste, por Birlenbach; ao sul, pelo centro de Siegen; a oeste, por Bürbach; ao norte, pelo bairro Dreis-Tiefenbach, da cidade vizinha Netphen. Com 1 6396 habitantes, Weidenau é o segundo bairro mais populoso de Siegen, atrás apenas do centro da cidade.
Weidenau é também o nome do distrito municipal (Stadtbezirk) II da cidade de Siegen, o qual abrange apenas o bairro homônimo.